# Foto policial

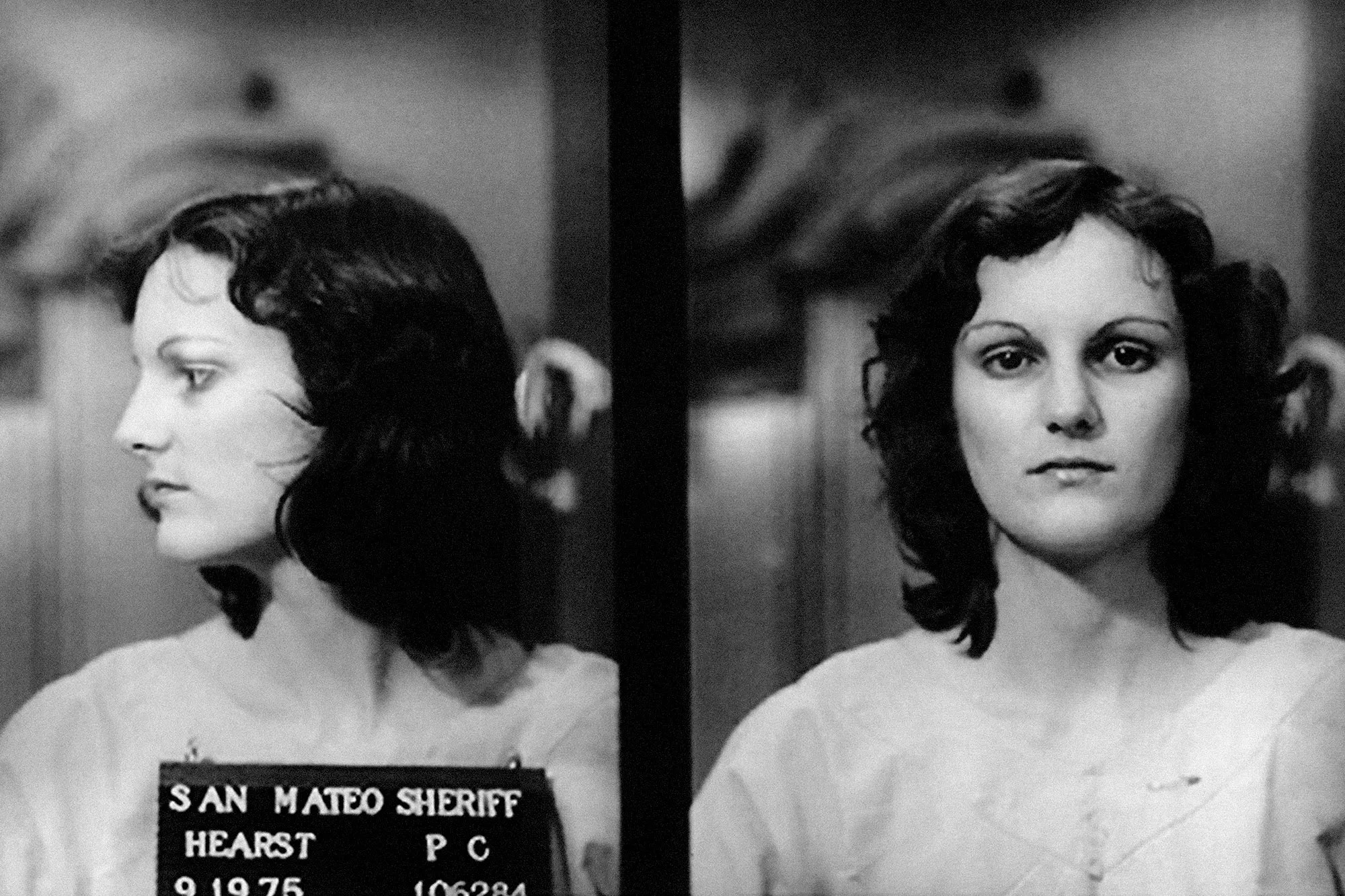
Foto policial de Patty Hearst tomada en la prisión del Condado de San Mateo, 18 de septiembre de 1975

Una foto policial (o foto de prontuario) es un retrato fotográfico de una persona tomada después de su arresto. La finalidad de estas fotografías es  tener un registro fotográfico de un individuo arrestado para permitir su identificación por víctimas, el público e investigadores. Posteriormente, en los Estados Unidos, estas fichas se han convertido en objeto de comercio
Se empezó a fotografiar a los delicuentes en los años 1840, al poco de la invención de la fotografía. No fue hasta 1888 que el oficial de policía francés Alphonse Bertillon estandarizó el proceso.

## Descripción

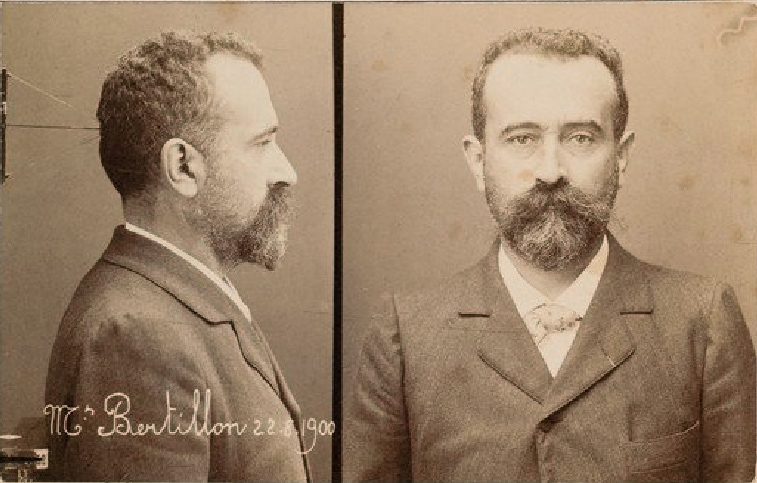
Autorretrato al estilo de una ficha policial de Alphonse Bertillon, quién desarrolló y estandarizó este tipo de fotografía, 22 de agosto de 1900

En la ficha policial suelen aparecer dos fotos:una de perfil y otra frontal. El fondo normalmente es neutro, para evadir las distracciones de la imagen facial. Estas fotos pueden ser compiladas en un archivo policial para que se pueda determinar la identidad de un delincuente. En caso de que este sea muy peligroso, las fotos policiales también pueden ser publicadas en los medios de comunicación. En general las personas retratadas por la policia tienen un cartel en sus manos con sus numeros y descripciones.

## Historia
Las primeras fotografías de prisioneros pueden haber sido tomadas en Bélgica en 1843 y 1844. En el Reino Unido, la policía de Liverpool y Birmingham fotografiaban criminales en 1848. Para el 1857, el Departamento de Policía de Nueva York tenía una galería donde se exhibían daguerrotipos de delincuentes.
La Agencia Nacional de Detectives Pinkerton empezó a usar estas fotos en carteles de búsqueda y captura en los Estados Unidos. Para los 1870 la agencia había acumulado la colección más grande de fichas policiales en los EE. UU.
La disposición emparejada puede que haya sido inspirada por los retratos en la prisión tomados por Alexander Gardner de conspiradores acusados por el Asesinato de Abraham Lincoln, aunque las fotografías de Gardner eran retratos de cuerpo completo con solo las cabezas giradas para las fotos de perfil.
Después de la derrota de la Comuna de París en 1871, la Prefectura de Policía de París contrató a un fotógrafo llamado Eugène Appert para tomar retratos de prisioneros convictos. En 1888, Alphonse Bertillon inventó la foto policial moderna presentando la cara completa y vistas de perfil, estandarizando la iluminación y los ángulos. Este sistema fue pronto adoptado en toda Europa, los Estados Unidos y Rusia.
A la persona arrestada a veces se le exige que sostenga un cartel con su nombre, fecha de nacimiento, ID de procesamiento, peso y otra información relevante en él. Con la fotografía digital, esta se enlaza a un registro en una base de datos acerca del arresto.

## Uso en carteles de búsqueda y captura

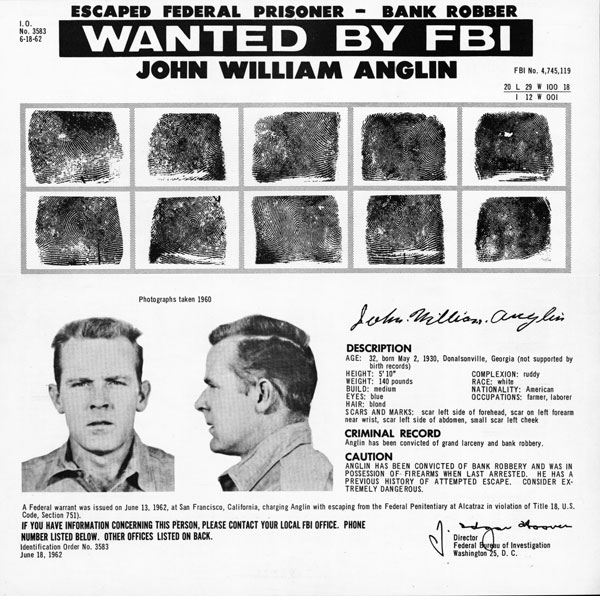
Cartel de búsqueda y captura del FBI con una foto de prontuario del fugitivo de Alcatraz John Anglin

Las fotos de prontuario a menudo se han incorporado en los carteles de búsqueda y captura, incluyendo a aquellos en la lista de los diez fugitivos más buscados por el FBI.

## Publicaciones de fotos policiales en línea
En los EE. UU. en el siglo XXI temprano, se desarrolló una industria en línea en torno a la publicación y eliminación de fotos de los sitios web en el Internet.

## Naturaleza perjudicial
El sistema legislativo de Estados Unidos ha mantenido durante mucho tiempo que las fotos policiales pueden conllevar a efectos negativos en los jurados. La Corte de Apelaciones de Estados Unidos para el Circuito del Distrito de Columbia mantuvo que "La foto de doble disparo, con planos frontales y de perfil una al lado de la otra, es tan familiar, por los carteles de búsqueda y captura en la oficina postal, las películas y la televisión, que la inferencia que la persona involucrada tiene antecedentes penales, o al menos ha tenido problemas con la policía, es natural, tal vez automática."
El Manual de Evidencia de Massachusetts dice "debido al riesgo de perjuicio la admisión inherente del acusado de fotografías policiales, los jueces y fiscales están obligados a usar medios razonables para evitar llamar la atención del jurado en el origen de dichas fotografías utilizadas para identificar al acusado." 
En otra parte se cita una decisión en Commonwealth v. Martin que "la admisión de las fotos policiales del acusado carga con la caracterización del acusado como un ambicioso del crimen."
Otros estados tienen reglas similares.

## Archivo policial

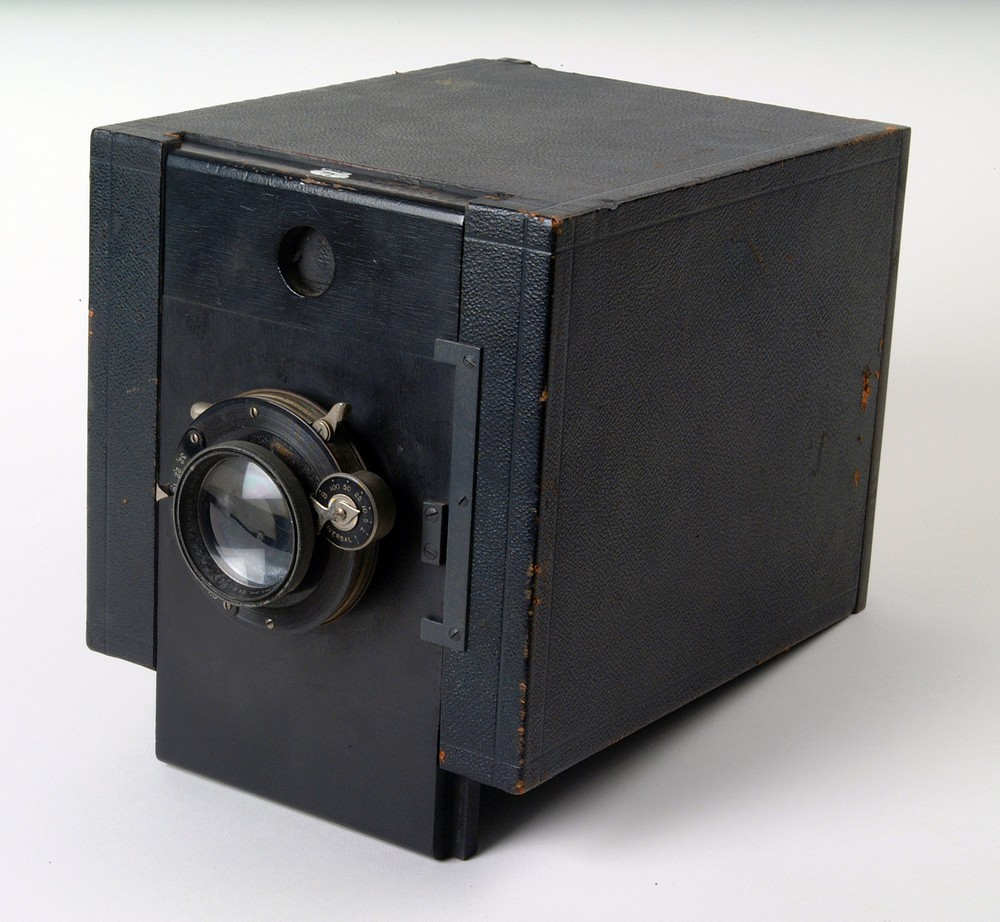
Cámara usada para tomar fotos policiales en la Prisión Federal de Alcatraz, California, EE.UU.

Un archivo policial (en inglés, mug book) es una colección de fotografías de delincuentes tomadas durante un arresto. Este libro es usado por un testigo ocular de un crimen, con la asistencia policial, en un esfuerzo de identificar al perpetrador. La investigación ha mostrado que las fotos agrupadas resultan en menores cantidades de falsos positivos que el mostrar individualmente cada foto.
El mug book también tiene un significado en la genealogía y la historia, refiriéndose a historias biográficas locales publicadas en los EE. UU. en el siglo XIX tardío.